# Medan du sov
Medan du sov (engelska: While You Were Sleeping) är en amerikansk romantisk komedi från 1995 i regi av Jon Turteltaub. I huvudrollerna ses Sandra Bullock och Bill Pullman. Filmen hade Sverigepremiär den 28 juli 1995.

## Handling
Singeltjejen Lucy jobbar som spärrvakt i Chicago och vantrivs med livet. Hon drömmer om den tjusige killen som tar tunnelbanan varje morgon klockan åtta. En morgon blir han rånad och ramlar ned på spåret. Lucy räddar honom från att bli överkörd. Medvetslös körs han till sjukhuset där hans släktingar får för sig att Lucy är hans flickvän och Lucy är alldeles för velig för att säga som det är.

## Rollista i urval
| Sandra Bullock  | – Lucy Eleanor Moderatz |
| Bill Pullman    | – Jack Callaghan        |
| Peter Gallagher | – Peter Callaghan       |
| Peter Boyle     | – Ox Callaghan          |
| Jack Warden     | – Saul                  |
| Glynis Johns    | – Elsie                 |
| Micole Mercurio | – Midge Callaghan       |
| Jason Bernard   | – Jerry Wallace         |

## Musik i filmen i urval
- "Have Yourself a Merry Little Christmas", musik av Hugh Martin, text av Ralph Blane, framförd av Ella Fitzgerald
- "Merry Merry Christmas", skriven och framförd av KoKo Taylor
- "Winter Wonderland", musik av Felix Bernard, text av Richard B. Smith, framförd av Glenn Miller and His Orchestra
- "Let It Snow! Let It Snow! Let It Snow!", text av Sammy Cahn, musik av Jule Styne, framförd av Glenn Miller and His Orchestra
- "I'm Your Santa", musik & text av Lil' Ed Williams, James Young & Bruce Iglauer, framförd av Lil' Ed & the Blues Imperials
- "Wherever I Would Be", musik & text av Diane Warren, framförd av Dusty Springfield & Daryl Hall
- "Auld Lang Syne", Trad. med text av Robert Burns
- "This Will Be (An Everlasting Love)", musik & text av Chuck Jackson (som Charles Jackson) & Marvin Yancy, framförd av Natalie Cole